# Borgfirðingar
Borgfirðingar (Borgfirdhingar) és un apel·latiu que identifica un extens clan familiar del nord d'Islàndia durant el període de l'Estat Lliure d'Islàndia fins a la seua dissolució. El nom es deu al fiord de Borgarfjörður i apareix molt sovint en les sagues islandeses, de les quals quatre s'han compilat en les anomenades sagues Borgfirðinga (nòrdic antic: Borgfirðinga sǫgur o "sagues dels habitants de Borgarfjördur"), que narren fets d'aquella zona:
- Saga Heidarvíga
- Saga de Gunnlaugs ormstungu
- Saga de Bjarnar Hítdoelakappa
- Saga d'Haensna-Tóris

Entre els caps més notables del nord relacionats amb els Borgfirðingar hi havia Torgils Arason i Illugi Hallkelsson. Els Borgfirðingar protegiren a Gestur Þórhallsson, autor de la mort de Styr Torgrímsson, i s'enfrontaren greument amb Snorri Godi i els seus aliats. Snorri portà el cas a l'Altingi, però fou desestimat i humiliat per Þorsteinn Gíslason, goði del clan i, com a represàlia, a la tardor de c. 1007 assassinà a Þorsteinn i al seu fill Gunnar.
El clan Borgfirðingar fou dels primers a acceptar el tractat d'unificació amb la corona de Noruega al 1262, després de la intervenció de l'enviat reial Hallvardur gullskór, que assolí la signatura del Gamli sáttmáli.